# Rabi-Ribi
Rabi-Ribi (сокр. от Rabbit и Ribbon, кит. 拉比哩比) — компьютерная игра в жанре метроидвании в аниме-стилистике с элементами RPG и Shoot ’em up, разработанная тайваньской студией CreSpirit и изданная Sekai Project. Изначально игра была выпущена для Windows 28 января 2016 года. Позднее, 31 октября 2017 года, была портирована на PlayStation 4 и Vita. В начале 2019 года было объявлено о том, что игра также будет доступна на Nintendo Switch, а 17 октября состоялся официальный выход игры на данной платформе.

## Игровой процесс
Игра представляет из себя пиксельный двухмерный платформер и повествует о приключениях Эрины (англ. Erina) — кролика, таинственным образом превратившегося в человека — и Риббон (Ribbon) — феи, изначально пытавшейся найти в Эрине помощи в спасении своих подруг, но впоследствии ставшей её верной напарницей и подругой — на острове Раби-Раби. В процессе прохождения игрок может использовать как одного персонажа, так и другого, причём Эрина с молотом более ориентирована на ближний бой, тогда как Риббон с магией хороша на дальних дистанциях. Геймплей игры нелинеен, и игрок может исследовать любую локацию в любой из десяти зон, равно как и сражаться с любыми боссами в любое время, ограничиваясь лишь своим опытом и возможным отсутствием некоторых предметов помогающих в прохождении.
Игра разделена на основную сюжетную часть (именующуюся, как Main Game) и дополнительную внесюжетную (Post Game), следующую после и раскрывающую некоторые секреты основного сюжета. После прохождения игры становятся доступны новые уровни сложности и режим Boss Rush. Дополнение Is the order a DLC? привносит в игру несколько новых глав (Post-Post Game), представляющих собой новые сюжетные составляющие и полноценное заключение истории.
13 апреля 2019 года к игре вышло обновление 1.99s, добавившее поддержку Steam Workshop, что помогло значительно разнообразить игровой процесс новыми уровнями или спрайтами, созданными другими игроками.

## Дополнения
Всего к игре было выпущено 5 полноценных дополнений, добавляющих новые локации для посещения, новые костюмы и боссов:
- Cicini’s Halloween! — 28 октября 2016 года
- Is the order a DLC? — 12 сентября 2017 года
- Cocoa Mode & Before Next Adventure — 2 февраля 2019 года
- Orchestra Music Mode & Skin — 4 февраля 2021 года
- Tevi x Rabi-Ribi Collab Costume Skin — 9 февраля 2023 года

Также к игре был дополнительно выпущен специальный цифровой артбук, включающий в себя: сам артбук с описаниями и ранними концептами персонажей и игры в целом, интерфейс просмотра игровых спрайтов персонажей, и набор бета-функций и режимов, так и не вошедших в финальную игру.
«Оркестровый режим» был представлен вместе с выходом саундтрека в оркестровой аранжировке. В данном режиме некоторые внутриигровые треки во время прохождения заменены на свои версии из нового альбома.

## Саундтрек
Мелодии для игры были написаны такими музыкальными исполнителями, как Triodust и 3R2, иногда прибегая к помощи сторонних лиц. Основной игровой саундтрек представлен двумя альбомами: Rabi-Ribi Original Soundtrack и Rabi-Ribi Original Soundtrack II.

| №   | Название                                  | Автор(ы)     | Длительность |
| --- | ----------------------------------------- | ------------ | ------------ |
| 1.  | «Opening» (Theme of Rabi-Ribi)            | 3R2          | 1:34         |
| 2.  | «Main Menu»                               | 3R2          | 0:58         |
| 3.  | «Starting Forest» (Adventure Starts Here) | 3R2          | 1:12         |
| 4.  | «Rabi Rabi Beach»                         | CreSpirit    | 1:21         |
| 5.  | «Rabi Rabi Town» (Home Sweet Home)        | 3R2          | 0:53         |
| 6.  | «Rabi Rabi Shop» (Miriam's Shop)          | Triodust     | 1:24         |
| 7.  | «Rabi Rabi Park»                          | Triodust     | 3:15         |
| 8.  | «Rabi Rabi Ravine ver.1»                  | Triodust     | 2:16         |
| 9.  | «Rabi Rabi Ravine ver.2»                  | Triodust     | 2:28         |
| 10. | «Golden Pyramid»                          | 3R2          | 1:14         |
| 11. | «Inside UPRPRC»                           | Triodust     | 2:37         |
| 12. | «Forgetten Cave» (Forgotten Cave)         | MWT. Waiting | 1:30         |
| 13. | «Spectral Cave»                           | MWT. Waiting | 1:30         |
| 14. | «Exotic Laboratory»                       | Triodust     | 2:48         |
| 15. | «System Interior» (cyberspace.exe)        | 3R2          | 1:24         |
| 16. | «System Interior II»                      | CreSpirit    | 1:40         |
| 17. | «Volcanic Canerns» (Volcanic Caverns)     | Triodust     | 2:24         |
| 18. | «Sky-High Bridge»                         | Triodust     | 3:06         |
| 19. | «Natural Aquarium»                        | 3R2          | 1:32         |
| 20. | «Azure Snow Land»                         | 3R2          | 1:46         |
| 21. | «Aurora Palace»                           | Triodust     | 2:24         |
| 22. | «Golden Riverbank»                        | Triodust     | 2:51         |
| 23. | «Evernight Peak»                          | Laozi        | 2:52         |
| 24. | «Sky Island Town»                         | Triodust     | 2:45         |
| 25. | «Floating Graveyard»                      | Triodust     | 2:56         |
| 26. | «Icy Summit»                              | Triodust     | 1:19         |
| 27. | «Plurkwood»                               | Laozi        | 2:54         |
| 28. | «Warp Destination»                        | Triodust     | 2:58         |
| 29. | «Unfamiliar Place»                        | Triodust     | 3:04         |
| 30. | «Unfamiliar Place Again»                  | Triodust     | 2:51         |

| №   | Название                                | Автор(ы)     | Длительность |
| --- | --------------------------------------- | ------------ | ------------ |
| 1.  | «Hall of Memory»                        | Triodust     | 2:10         |
| 2.  | «Forgetten Cave II» (Forgotten Cave II) | Triodust     | 2:57         |
| 3.  | «Speicher Galerie»                      | Triodust     | 1:46         |
| 4.  | «Fake Bunny Battle» (Bunny Panic!!!)    | 3R2          | 1:00         |
| 5.  | «Midboss Battle»                        | Laozi        | 2:29         |
| 6.  | «Get On With It»                        | 3R2          | 1:08         |
| 7.  | «Brawl Breaks»                          | 3R2          | 1:11         |
| 8.  | «Hi-Tech Duel»                          | 3R2          | 1:19         |
| 9.  | «Bounce Bounce»                         | 3R2          | 1:15         |
| 10. | «Kitty Attack»                          | 3R2          | 1:20         |
| 11. | «Full On Combat»                        | 3R2          | 1:16         |
| 12. | «Sudden Death»                          | 3R2          | 1:44         |
| 13. | «M.R.»                                  | Triodust     | 2:26         |
| 14. | «The Truth Never Spoken»                | 3R2          | 2:32         |
| 15. | «No Remorse»                            | 3R2          | 2:16         |
| 16. | «RFN-III»                               | Triodust     | 3:32         |
| 17. | «Staff Roll»                            | Triodust     | 2:18         |
| 18. | «Sandbag Mini Game»                     | 3R2          | 0:24         |
| 19. | «Game Over»                             | 3R2          | 0:09         |
| 20. | «Title Screen»                          | 3R2          | 1:32         |
| 21. | «Nightwalker»                           | Triodust     | 3:00         |
| 22. | «Play Rough»                            | Triodust     | 1:45         |
| 23. | «Plan B»                                | 3R2          | 1:21         |
| 24. | «Countdown!»                            | Triodust     | 2:44         |
| 25. | «Melting Point»                         | 3R2          | 1:40         |
| 26. | «Mischievous Masquerade»                | 3R2          | 1:36         |
| 27. | «Azure»                                 | Triodust     | 2:22         |
| 28. | «Finale»                                | Triodust     | 3:19         |
| 29. | «Last 100sec»                           | Triodust     | 1:49         |
| 30. | «Rabi-Ribi Piano Title»                 | Daniel Brown | 3:22         |

Помимо основного саундтрека также выходили альбом с треками в аранжировке Тайбэйского филармонического оркестра и альбом с чиптюн-ремиксами некоторых оригинальных мелодий в исполнении 3R2 в честь пяти- и семилетия игры, соответственно.

## Отзывы и критика
| Сводный рейтинг | Сводный рейтинг                           |
| Агрегатор       | Оценка                                    |
| --------------- | ----------------------------------------- |
| GameRankings    | 80,25 % (ПК) 80 % (PS4, PSV) 82,50 % (NS) |
| Metacritic      | 80/100 (PS4) 79/100 (NS)                  |

Игра была тепло встречена игроками (около 97 % обзоров в Steam являются положительными) и критиками. И те, и те отмечали удачный дизайн и стилистику уровней, а также проработку битв с боссами, но не самый продуманный и однообразный сюжет. Также мнения разделились и по поводу использования большого количества фансервиса в игре.
Журнал Hardcore Gamer оценил игру как «хороший платформер с плохим сюжетом»:

Если сюжет и бессмыслен, то боевая и платформенная составляющие приносят большое удовольствие.
Оригинальный текст (англ.)If the story is nonsensical, the fighting and platforming are great fun.
Сообщество GameGrin отметило достаточно высокое разнообразие в сражениях с боссами и заботу об игроке, не давая ему заскучать, но отрицательно высказалось о сюжете из-за наличия в нём большого количества дыр и нелогичных ситуаций.
Летом 2018 года, благодаря уязвимости в защите Steam Web API, стало известно, что точное количество пользователей сервиса Steam, которые играли в игру хотя бы один раз, составляет 153 932 человека.